# 도창순
도창순(都昌巡, 1947년 2월 16일~)은 대한민국의 탈북민 출신 작가이다.

## 생애
1947년 일본에서 경상북도 출신의 한국인 아버지와 가나가와현 출신의 일본인 어머니 사이에서 태어났다. 13살이 되던 1960년에 부모님을 따라 조선민주주의인민공화국으로 가게 되어 37년 간 살다가 1996년에 탈북했다. 북한에서 경험한 그의 혹독한 삶을 풀어낸 《역사의 증언자》(A River in Darkness)를 출간하여 주목받았다.